# 2019年6月26日包圍香港警察總部
2019年6月26日包圍香港警察總部，是香港一個示威活動，示威者包圍香港警察總部，旨在要求香港特別行政區政府按議事規則撤回《逃犯條例修訂草案》與釋放被捕示威者。
在示威期間，示威者多次高呼「黑警可恥」及「釋放盧偉聰」等口號，有部分人士到場後用鐵馬堵塞側門、投雞蛋、在外牆塗鴉、並掛上「釋放義士」直幅、拆去警察總部招牌字樣、用噴漆遮蓋閉路電視和閃光對著用攝影機拍攝的警員。泛民主派立法會議員郭家麒、楊岳橋、譚文豪以及民主黨許智峰均有到場。

## 法庭提堂
- 1名43歲男子於於6月26日至27日期間，在警察總部警政大樓東翼側門外，襲擊高級警司麥文禹，損毀兩個閉路電視鏡頭、正門的玻璃門和玻璃屏，以及參與非法集結。被控襲警、刑事毀壞及非法集結共4罪。被告認參與非法集結及刑事損壞罪，後再承認襲警罪；而控方就刑事損壞罪，表示不提證供起訴，逐撤銷該控罪。2019年11月26日於東區裁判法院由裁判官香淑嫻判刑。

香淑嫻判刑時指，被告於事發時與數以千計示威者非法集結衝擊警察總部，案情十分嚴重，暴力程度也不輕，被告與示威者雖然不是要進入警總，但行為直接衝擊法治，故必須判阻嚇性刑罰以儆效尤，因此，就非法集結罪判他監禁八個月。而被告向高級警司麥文禹吐口水的襲警罪，香淑嫻直斥其行為屬「卑鄙、污穢、骯髒」及可能傳播細菌，行為更是對執法部門的侮辱及挑戰，加上被告有襲警前科，顯然未吸取教訓，故此罪須判監四個月，而刑毀玻璃門的控罪判監兩周，由於部分刑期可同期執行，最終3罪總刑期為10個月。另外並須於7天內賠償警方玻璃門維修費1,670元。
- 2名男子因在2019年6月27日，在灣仔警署外無合法辯解而損壞香港警務處牆壁，意圖損壞該財產或罔顧該財產會否被損壞。各被控一項刑事損壞罪，2022年6月14日於東區裁判法院首度提堂，兩被告暫毋須答辯。主任裁判官嚴舜儀批准兩被告以5,000元保釋，擔保條件包括不得離港。待辯方索取文件及申請法律援助，案件押後至8月9日再訊。[7]2022年9月19日，2人認罪，由裁判官溫紹明判刑，溫紹明表示，警總具有象徵意義，二人破壞警總較一般情況嚴重。但本案事隔3年後才提控，屬「不能解釋的延誤」，提到其中一名被告案發時僅20歲，若控方及早將案件帶上庭，或有其他判刑選項。裁判官又指，被告過去每天看到與社會事件相關的案件判刑，相信已承受巨大壓力。考慮到案件延誤多時，裁判官認為具特殊理由判緩刑，最終33歲紋身師判囚3個月，23歲滑板教練判囚2個月，但二人均獲准緩刑24個月和各賠償警方1670.4元。[8]

- 1名26歲地盤工人，於2019年6月26日在灣仔警署外參與暴動及毆打便衣警員，被控暴動，及襲擊致造成實際身體傷害罪兩罪。後來棄保潛逃但被警方抓回，被加控一項不依法庭指定歸押罪。被告願意承認非法集結罪及不依法庭指定歸押罪，但否認其他罪名；經審訊後，2020年9月17日在區域法院由法官郭啟安裁定被告暴動罪名成立，至於襲擊致造成身體傷害罪則不成立，僅交替的普通襲擊罪成。2020年9月25日，郭啟安判被告入獄4年。

法官郭啟安表示，包圍警總是嚴重衝擊法治行為，警總作為執法機構，當晚包圍警總行動極具挑釁性及侮辱性，法庭須嚴重譴責，同時要告誡年輕人，切勿為政治主張或表達對社會不滿，就使用武力抗爭。 對法庭的裁決，警方表示歡迎，認為4年刑期有阻嚇作用，重申警方不會縱容暴力。至於一項被法庭裁定不成立的「襲擊致造成身體傷害」控罪，為何警方以警員口腔痱滋疼痛作理據，警方稱是基於證據，會再研究法庭裁定控罪不成立的理據。
其後被告上訴，2022年8月25日上訴庭頒下判詞，上訴人聲稱於法律上是合法使用武力，情況包括自衛、保護他人、防止罪行、制止破壞社會安寧或行使公民逮捕權等，上訴人聲稱看見便衣警員推人、意欲打人及反抗別人嘗試把他制服，最後狀似衝擊警總。但上訴庭指，便衣警員當時身穿淺色衣服，與包圍警總的黑衣人截然不同。據上訴人指便衣警員是肆意攻擊示威者，上訴庭則指當晚的非法集結旨在針對警方及癱瘓他們的運作，於群情洶湧下已沒有守法意識可言，故指上訴人出手是要行使市民逮捕權，實在格格不入。認為原審法官根據案發時的錄影片段，經過客觀分析作出結論，原審法官裁定上訴人是欲向便衣警員「報復」而非「制服」，說法無可厚非，只是用詞略欠嚴謹。案發當晚的非法集結是以包圍警總和針對警方為共同目標，但原審法官卻裁定上訴人是因「報復」而襲擊便衣警員，報復跟針對警方是不同的，不可能被當成同一共同目的，加上上訴人當時並不知道對方是警員。辯方於原審時承認，在夏愨道與軍器廠街一帶早已有1個非法集結。當便衣警員被追打時，這個非法集結變成暴動。上訴人出手襲擊便衣警員，便加入了這個暴動，並因在閘口所見的情況下襲擊便衣警員，因而造成另1個暴動及參與其中。因此上訴人犯法是由他打出第1拳開始，襲擊雖然是本案的發端，卻與他是否干犯暴動沒有必然關係。經考慮後，認為上訴人提出之上訴理據均不成立，駁回上訴，維持原判。